# Verzettang

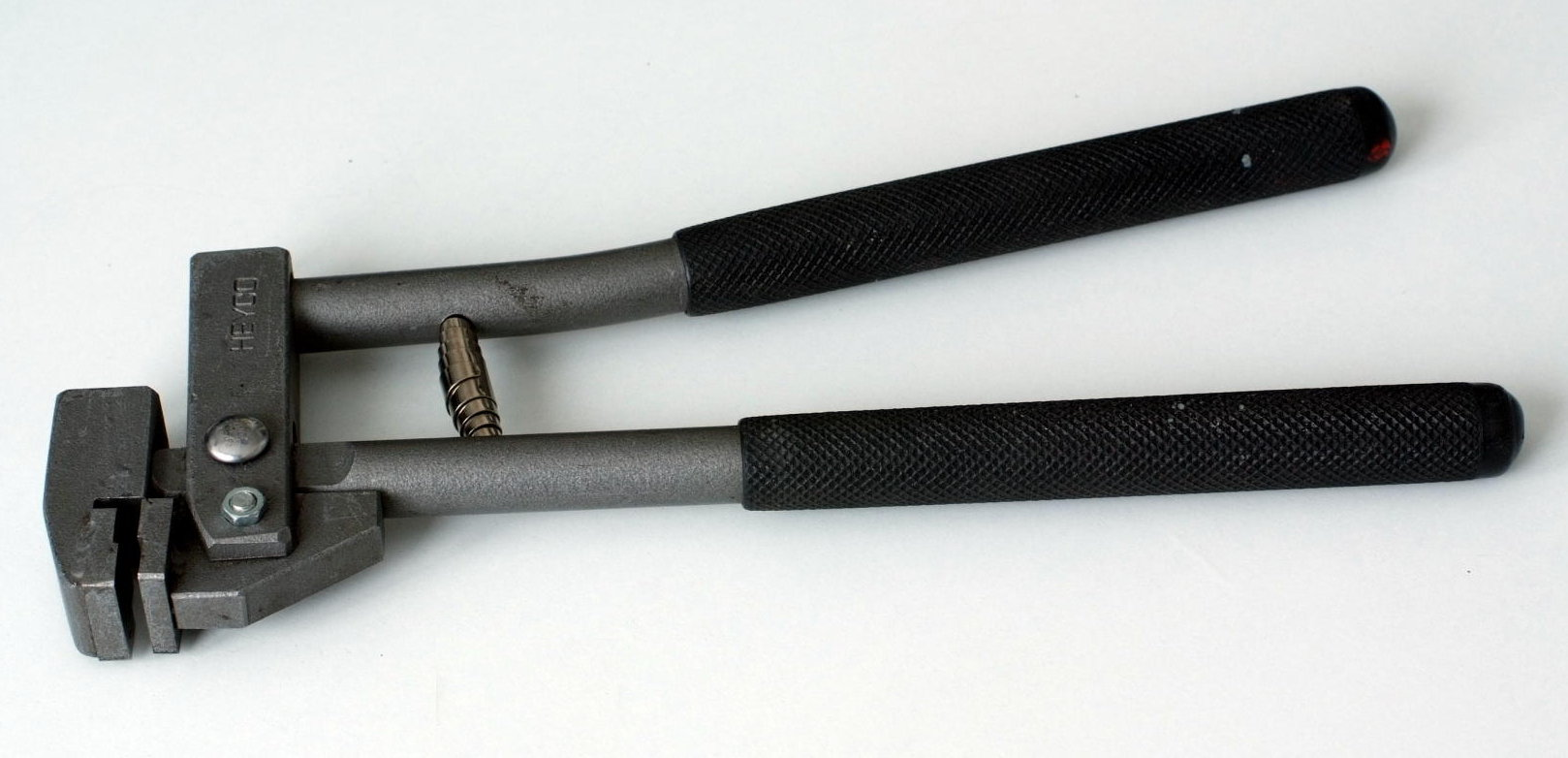
Verzettang

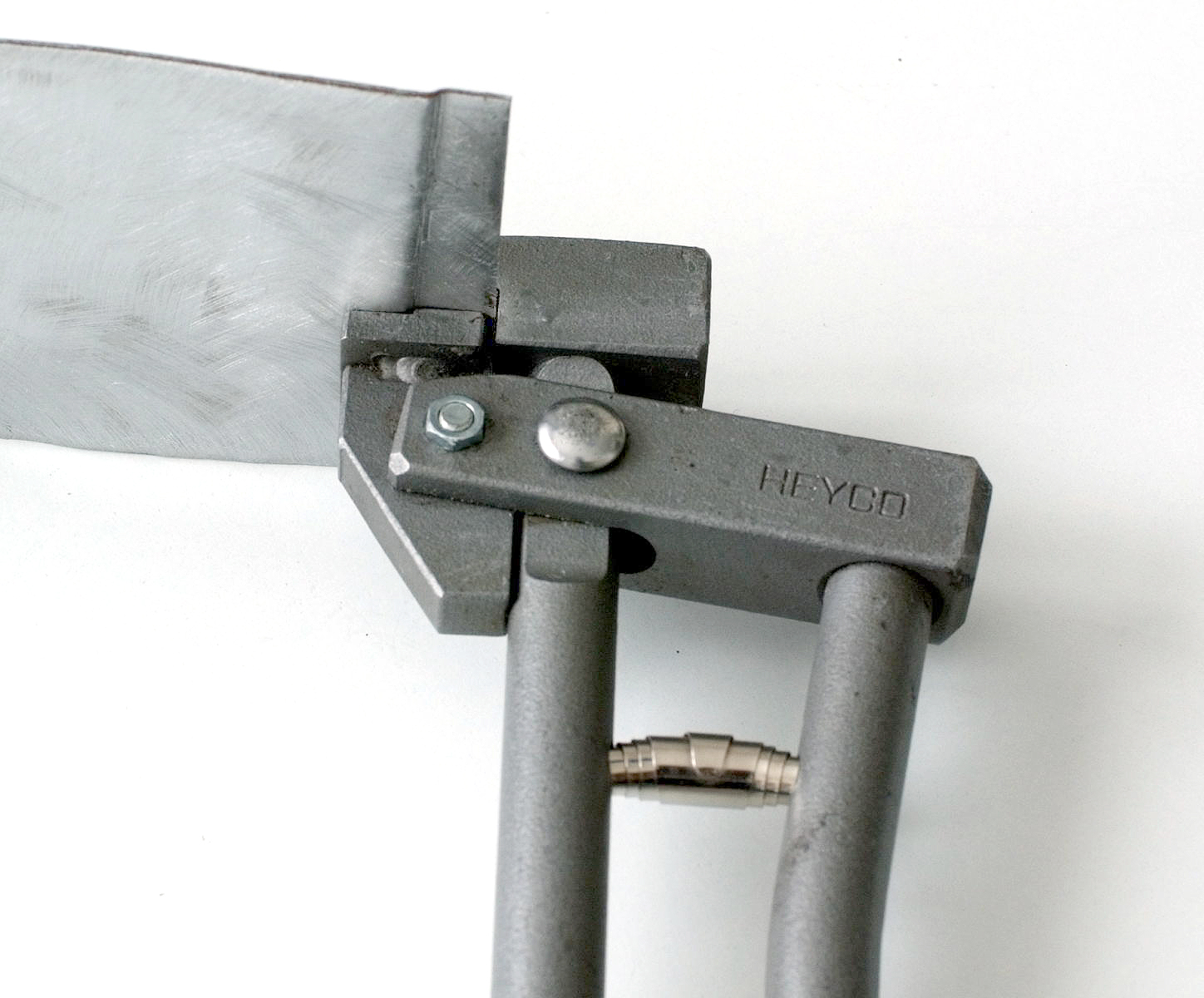
Verzettang met stuk verzet plaatmetaal

Een verzettang is een speciale tang die dient om dunne metaalplaat te verzetten, dat wil zeggen zo te verbuigen dat er langs de rand van die plaat een S-vormige bocht ontstaat, waarbij het verzette deel een plaatdikte verschoven is ten opzichte van de oorspronkelijke positie.
Het verzetten wordt gedaan bij het repareren van metaalplaatwerk, bijvoorbeeld als er doorgeroeste plekken van auto's moeten worden vervangen. Het doorgeroeste deel wordt eruit geslepen, de randen van het zo ontstane gat worden verzet. Op de verzette rand wordt vervolgens een passend stuk nieuw metaal geplaatst. In dat stuk wordt meestal rondom in het overlappend gedeelte gaten geponst, waarna het wordt vastgelast door middel van gatlassen.
Vaak biedt de tang de mogelijkheid voor zowel het verzetten, als ponsen van de gaten in het werkstuk. Men spreekt dan van een 'pons-verzettang'. 